# L'Île de Calypso
L'Île de Calypso er en fransk stumfilm fra 1905 af Georges Méliès.